# Sternoptyx obscura
Sternoptyx obscura е вид лъчеперка от семейство Sternoptychidae. Видът не е застрашен от изчезване.

## Разпространение и местообитание
Разпространен е в Бангладеш, Виетнам, Йемен, Индия, Индонезия, Камбоджа, Кения, Мадагаскар, Малайзия, Мианмар, Мозамбик, Нова Зеландия, Оман, Пакистан, Перу, САЩ (Калифорния), Сомалия, Тайланд, Танзания, Шри Ланка, Южна Африка и Япония.
Обитава крайбрежията на океани и морета в райони с тропически климат. Среща се на дълбочина от 500 до 2700 m, при температура на водата от 2,1 до 5,2 °C и соленост 34,4 – 34,7 ‰.

## Описание
На дължина достигат до 4,5 cm.